# Barry Bishop
Barry Chapman Bishop (* 13. Januar 1932 in Cincinnati, Ohio; † 24. September 1994 bei Pocatello, Idaho) war ein US-amerikanischer Bergsteiger. Er gehört zu den ersten US-Amerikanern, die erfolgreich den Mount Everest bestiegen.

## Leben
Bishop war Leutnant bei der United States Air Force. Von 1956 bis 1957 nahm er an einer argentinischen Antarktisexpedition teil und war von 1958 bis 1959 Mitglied im Stab des United States Antarctic Program.
Bei einer Expedition im Frühjahr des Jahres 1961 unter der Leitung von Edmund Hillary gelang Barry Bishop zusammen mit Wally Romanes, Michael Gill (Neuseeland) sowie dem Briten Michael Ward die Erstbesteigung der 6856 m hohen Ama Dablam.
Zwei Jahre später, 1963, gehörte Barry Bishop als Fotograf für National Geographics der ersten erfolgreichen amerikanischen Expedition auf den Mount Everest unter der Leitung von Norman Dyhrenfurth an. Nach der Besteigung des Gipfels durch den ersten Amerikaner, James Whittaker, am 1. Mai 1963, erreichte Bishop in einer Seilschaft mit Lute Jerstad als erster Bürger Ohios am 22. Mai über die Normalroute den Gipfel. Beim Abstieg schlossen sich Bishop und Jerstad ihre Expeditionskollegen Willi Unsoeld und Tom Hornbein an, denen am selben Tag als ersten Menschen eine Überschreitung des Mt. Everest gelungen war. Ein Notbiwak ohne Zelt bei extrem niedrigen Temperaturen kostete Barry Bishop auf Grund von Erfrierungen alle Zehen und einige seiner Fingerkuppen.
Nach Rückkehr in die USA wurden alle Expeditionsteilnehmer im Juli 1963 durch den Präsidenten John F. Kennedy mit der Hubbard Medaille geehrt. Nach Abschluss eines Geografiestudiums arbeitete Bishop weiterhin als Journalist und Fotograf für die National Geographic Society. Nur kurze Zeit nach Eintritt in den Ruhestand kam Barry Bishop am 24. September 1994 bei einem Autounfall in der Nähe von Pocatello im Bundesstaat Idaho ums Leben. Ihm zu Ehren benannt ist der Mount Bishop in der Antarktis.
Am 9. Mai des Jahres 1994 hatte auch Barrys Sohn Brent Bishop den Gipfel des Mount Everest bezwungen.